# Jean Vuarnet
Jean Vuarnet est un skieur alpin, directeur sportif et homme d’affaires français, né le 18 janvier 1933 au Bardo (Tunisie) et mort le 1er janvier 2017 à Sallanches (Haute-Savoie).
Champion olympique de descente à Squaw Valley en 1960, inventeur de la position de recherche de vitesse dite « de l'œuf », premier vainqueur sur des skis métalliques, il donne ensuite son nom à une marque de lunettes de soleil de renommée mondiale. Skieur basé à Morzine, il est également après sa carrière sportive le créateur de la station d'Avoriaz et l'initiateur de l'extension du domaine skiable à la Suisse sous le nom des Portes du Soleil. Dans les années 1970, il est directeur technique de la FISI (Fédération italienne du ski alpin) et également vice-président de la Fédération française de ski.

## Biographie

### Jeunes années
Jean Vuarnet naît le 18 janvier 1933 au Bardo, près de Tunis. L’année suivante, sa famille s'installe à Morzine, en Haute-Savoie, suivant le père, également prénommé Jean, qui vient de s’y installer comme médecin,.
Étudiant en droit à l'université de Grenoble, Jean Vuarnet pratique le ski alpin au sein du Grenoble Université Club et se distingue en devenant champion de France universitaire en 1951. L'année suivante, il termine notamment 8e de l'épreuve de slalom de la Coupe Émile-Allais, disputée à Megève et ses bons résultats lui permettent d'intégrer l'équipe de France au début de l'année 1953, en compagnie notamment de Charles Bozon, Adrien Duvillard et Henri Oreiller. En janvier de la même année, il remporte le Trophée des quatre pistes dans la catégorie juniors, une épreuve combinée disputée dans la station suisse de Villars. Lors de la saison 1954, il obtient plusieurs résultats probants avec une 2e place dans le slalom géant de la Coupe Émile-Allais, une 3e place dans la descente du Derby du Gornergrat et une nouvelle 3e place dans la descente du Trophée du Mont-Cervin. En janvier 1955, il se classe 5e de la descente du Lauberhorn à Wengen, une épreuve largement dominée par les skieurs autrichiens dont le vainqueur Toni Sailer. Le mois suivant, malgré une fracture du poignet lors de la semaine internationale du Mont-Blanc, il prend la 5e place du slalom géant de Sestrières.

### Premiers succès
Au début de l'année 1956, Jean Vuarnet se distingue en remportant la descente de la Coupe Émile-Allais sur la piste olympique de Rochebrune, à Megève, son premier succès majeur. Il établit à cette occasion le nouveau record de la piste, jusque-là détenu par le skieur autrichien Toni Sailer. Finalement écarté de l'équipe de France pour les Jeux olympiques de Cortina d'Ampezzo, il critique ouvertement les méthodes de sélection de la Fédération française de ski, qu'il accuse de favoriser les skieurs issus des clubs montagnards (Chamonix, Megève) au détriment des skieurs des clubs citadins, comme lui. L'affaire, relayée dans la presse, entraîne la démission de l'entraîneur français James Couttet. Jean Vuarnet se classe régulièrement aux premières places sur les épreuves internationales qu'il dispute au cours de cette saison 1956. Troisième du classement du combiné du Grand Prix de Chamonix, avec le 5e temps de la descente, 5e du Ruban Blanc de Saint-Moritz, il prend la 4e place du slalom et la 5e place du slalom géant lors des Championnats de France à Serre Chevalier,. Jean Vuarnet se classe ensuite au 3e rang du slalom et du combiné du Arlberg-Kandahar, à Sestrières, derrière les Autrichiens Anderl Molterer et Ernst Oberaigner. En avril, il est suspendu trois mois par la Fédération française de ski, au même titre que trois autres skieurs, pour avoir participé sans autorisation aux épreuves de la Coupe Tre funivie à Cervinia, sur le versant italien du Cervin.
Jean Vuarnet obtient plusieurs victoires au début de la saison 1957. Il remporte le Trophée des quatre pistes à Villars à la mi-janvier, puis domine très largement la Coupe Émile-Allais la semaine suivante en s'imposant à la fois dans la descente, le slalom et par conséquent le combiné. En février, il remporte ses premiers titres de champion de France, vainqueur du slalom, du slalom géant et du combiné, mais ne se classe que deuxième de la descente derrière Charles Bozon,.
Deuxième du Critérium de la première neige de Val-d'Isère à la fin du mois de décembre 1957 derrière François Bonlieu, Jean Vuarnet obtient des résultats discrets au début de l'année 1958, jusqu'à sa médaille de bronze lors de la descente des Championnats du monde à Bad Gastein, seulement devancé par le champion olympique autrichien Toni Sailer et le Suisse Roger Staub. Il remporte ensuite trois nouveaux titres de champion de France, en descente, slalom et combiné, se classant également 3e du slalom géant dominé par François Bonlieu. Légèrement blessé dans la descente de l’Arlberg-Kandahar disputé à Sankt Anton, Jean Vuarnet conclut sa saison avec une 3e place du slalom géant de Zakopane, remporté par Adrien Duvillard, puis une victoire dans le slalom géant du Grand Prix de Slovaquie à Tatranská Lomnica.
Jean Vuarnet débute l'hiver 1958-1959 par une 3e place en slalom à Chamonix, puis une 4e place au slalom géant de Val-d'Isère. Il se classe 5e de la descente sur les pentes du Hahnenkamm en Autriche et monte sur le podium du Grand Prix de Morzine avec une 2e place, mais connait également deux abandons sur chute dans les épreuves de descente, d'abord lors de la Coupe Émile-Allais puis sur la piste de Garmisch-Partenkirchen où se dispute l'Arlberg-Kandahar cette année-là. Il obtient sa première victoire de la saison à la fin du mois de février en enlevant le classement du combiné du Grand Prix de Chamonix, après s'être classé deuxième de la descente et du slalom. Il monte à nouveau sur le podium du slalom géant au Derby de Médran, disputé à Verbier, en prenant la deuxième place derrière le Suisse Roger Staub ; il obtient également en cette année 1959 son deuxième titre de champion de France de descente.

### Titre olympique
Avant le début des Jeux olympiques de 1960, disputés à Squaw Valley aux États-Unis, et qui font également office de championnats du monde cette année-là, Jean Vuarnet pointe au neuvième rang du classement individuel pour la descente, établi par la Fédération internationale de ski (FIS) sur la base des premiers résultats de la saison, ce qui le place naturellement parmi les principaux favoris de l'épreuve. Il remporte la médaille d'or en descente. Il devient le deuxième skieur français champion olympique de descente, douze ans après Henri Oreiller. Il est le premier skieur sacré avec des skis métalliques Rossignol, et avec la position révolutionnaire de recherche de vitesse (dite « de l'œuf ») qu'il a inventée et mise au point avec son entraîneur Georges Joubert. Ce succès est retentissant.

### Création de la marque Vuarnet
Jean Vuarnet va, dans la foulée de son titre olympique obtenu en 1960, donner son accord pour l’utilisation de son nom pour une marque de lunettes de soleil, créée par les opticiens Roger Pouilloux et Joseph Hatchiguian (1934-2012), déjà inventeurs du verre Skilynx en 1957 ; la nouvelle marque acquiert rapidement une renommée internationale,.

### Activités dans l’immobilier de montagne
Par ailleurs, président de l'office de tourisme d'Avoriaz, dont il est l'initiateur en 1966, Jean Vuarnet permet l'extension du domaine skiable en créant le domaine franco-suisse des Portes du Soleil : Avoriaz se situe au centre de cet immense domaine.

### Cadre dirigeant pour des équipes nationales de ski
De 1968 à 1972, Jean Vuarnet est directeur de l'équipe italienne de ski alpin puis, de 1972 à 1974, vice-président de la Fédération française de ski (FFS). À ce poste, il se trouve notamment au cœur du conflit entre coureurs et encadrement qui conduit à ce que l'on a appelé « la plus grave crise de l'histoire du ski français », débouchant, le 9 décembre 1973, sur l'exclusion définitive de l'équipe nationale de Jean-Noël Augert, Henri Duvillard, Britt Lafforgue, Ingrid Lafforgue, Roger Rossat-Mignod et Patrick Russel, qui dominaient le ski mondial à l'époque. Le ski français mettra de longues années à s'en remettre au plan des résultats internationaux. 

### Drame familial
En décembre 1995, la femme de Jean Vuarnet, Édith (sœur du champion olympique de slalom géant en 1964 François Bonlieu), 61 ans, et son fils cadet, Patrick, 27 ans, périssent dans le massacre de la secte dite de l’ordre du Temple solaire.

### Hommages
En avril 2009, à Avoriaz, la place du téléphérique est nommée « place Jean-Vuarnet. Le designer graphique Frédéric Blanc réalise la plaque où est sculpté dans le verre un skieur en recherche de vitesse.
Le 22 février 2010, a été inaugurée à Morzine une sculpture monumentale en hommage aux cinquante ans de sa victoire olympique à Squaw Valley. Trois créatifs ont participé à cette œuvre. Frédéric Blanc a réalisé le dessin réinterprétant la position de l'œuf inventée par Jean Vuarnet (le « schuss »). René Bouchara, également designer, a transcendé en trois dimensions le dessin. Le sculpteur Gilles Chabrier a réalisé, en aluminium, inox et verre sculpté, cette œuvre de 4,5 mètres de haut.
Jean Vuarnet apparaît à plusieurs reprises dans l'ouvrage Téléphérique pour l'enfance, édité aux Éditions Jean-Michel Place. 

### Mort
Jean Vuarnet meurt le 1er janvier 2017 à l'âge de 83 ans, des suites d'un AVC, à l'hôpital de Sallanches.

## Décoration
- Commandeur de l'ordre du mérite sportif, à titre exceptionnel (1960)[47]
  - Chevalier à titre exceptionnel en 1959[48]

## Palmarès

### Jeux olympiques d'hiver
| Épreuve / Édition    | Descente | Slalom géant | Slalom |
| JO 1960 Squaw Valley | Or       | —            | —      |

### Championnats du monde
| Épreuve / Édition         | Descente | Slalom géant | Slalom | Combiné |
| Mondiaux 1958 Bad Gastein | Bronze   | —            | 26e    | —       |
| JO 1960 Squaw Valley      | Or       | —            | —      | —       |

### Arlberg-Kandahar
- Meilleur résultat : 3e place dans le slalom et le combiné 1956 à Sestrières

### Championnat de France de ski
- Champion de France de Descente en 1958 et 1959
- Champion de France de Slalom Géant en 1957
- Champion de France de Slalom en 1957 et 1958
- Champion de France du Combiné en 1957 et 1958

## Ouvrages
- Notre victoire olympique, présentation Serge Lang, Arthaud, 1961
- Lettre à ceux qui ont tué ma femme et mon fils, Fixot, 1996